# Caradrina flava
Caradrina flava är en fjärilsart som beskrevs av Charles Oberthür 1876. Caradrina flava ingår i släktet Caradrina och familjen nattflyn, Noctuidae. Inga underarter finns listade i Catalogue of Life.